# Essex County (New Jersey)
Essex County je okres ve státě New Jersey v USA. K roku 2010 zde žilo 783 969 obyvatel. Správním městem okresu je Newark. Celková rozloha okresu činí 336 km².